# William Keith Brooks
William Keith Brooks (* Cleveland, 1848 - 1908) fue un zoólogo y embriólogo estadounidense. 

## Biografía
William Keith Brooks estudió en el Williams College y la Universidad Harvard, donde se doctoró en 1875. A partir de 1876 trabajó en la Universidad Johns Hopkins. 

## Obra
Brooks trabajó especialmente en la anatomía y la embriología de los animales marinos (tunicados, crustáceos y moluscos).
Respecto a la teoría de la evolución de Charles Darwin, Brooks siempre se mantuvo escéptico ante la capacidad de la selección natural para generar nuevas especies. Sus conversaciones con William Bateson al respecto ejercieron una gran influencia sobre este último.